# Козо Араи
Козо Араи (јап. 荒井 公三; Хирошима, 24. октобар 1950) бивши је јапански фудбалер.

## Каријера
Током каријере је играо за Фурукава.

## Репрезентација
За репрезентацију Јапана дебитовао је 1970. године. За тај тим је одиграо 47 утакмица и постигао 4 гола.

## Статистика
| Јапан  | Јапан   | Јапан  |
| Година | Наступи | Голови |
| ------ | ------- | ------ |
| 1970.  | 6       | 0      |
| 1971.  | 4       | 0      |
| 1972.  | 8       | 2      |
| 1973.  | 5       | 0      |
| 1974.  | 5       | 1      |
| 1975.  | 3       | 1      |
| 1976.  | 15      | 0      |
| 1977.  | 1       | 0      |
| Укупно | 47      | 4      |